# دوار الخلالف (تيت فراح)
دوار الخلالف هو دُوَّار يقع بجماعة سيدي الحاج امحمد، إقليم تاونات، جهة فاس مكناس في المملكة المغربية. ينتمي الدوّار لمشيخة تيت فراح التي تضم 19 دوار. يقدر عدد سكانه بـ 399 نسمة حسب الإحصاء الرسمي للسكان والسكنى لسنة 2004.

## روابط خارجية
- البوابة الوطنية للجماعات الترابية نسخة محفوظة 12 مارس 2018 على موقع واي باك مشين.
- المندوبية السامية للتخطيط